# A nyugati császárok listája
A német-római császár, eredetileg és hivatalosan a rómaiak császára (latin: Imperator Romanorum, német: Kaiser der Römer) volt a Német-római Birodalom uralkodója és államfője. A címet a 8.-tól a 16. századig az olasz király címmel (Rex Italiae), valamint szinte megszakítás nélkül a német király címmel (Rex Teutonicorum, szó szerint "a teutonok királya") együtt viselték a császárok. A német-római császári cím a legmagasabb presztízst jelentette a középkori katolikus uralkodók körében, mert a birodalmat a katolikus egyház a Római Birodalom egyetlen utódjának tekintette a középkorban és a kora újkorban, így elméletben és diplomáciában a császárokat primus inter paresnak tekintették.
Az alábbiakban azon uralkodóknak a névsorát olvashatjuk, akik a Frank Birodalomnak vagy valamely utódállamának, a Középső Frank Királyságnak, a Nyugati Frank Királyságnak, a Keleti Frank Királyságnak, a Burgundiai Királyságnak, az Itáliai Királyságnak; továbbá a Szent Római Birodalomnak, olyan uralkodói voltak, akik elnyerték a császár címet; őket tekintjük a nyugati császároknak. Ezeket az uralkodókat - figyelemmel az általuk viselt császári címre - a középkor és az újkor római császárainak is nevezhetjük.

## A császári és a királyi címekről, valamint a Szent Római Birodalom nevéről

### A császári címről
A Nyugatrómai Birodalom utolsó császárát, Romulus Augustulust 476-ban lemondatta Odoaker germán hadvezér, aki ezután magát Itália királyának neveztette. 
A nyugati császári cím I. (Nagy) Károly frank király uralkodása alatt lett felújítva, ugyanis 800-ban, Rómában, III. (Szent) Leó pápa Nagy Károlyt császárrá koronázta. A koronázásról az Annales regni Francorum (a Frank Királyság évkönyvei) ezt a bejegyzést tartalmazzák: „Carolo augusto, a Deo coronato magno et pacifico imperatori Romanorum, vita et victoria!”. E bejegyzés szerint, Nagy Károly a „rómaiak császára” („Imperator Romanorum”) lett. A Liber Pontificalis (a „Pápák könyve”) a koronázásról viszont ezt a bejegyzést tartalmazza: „Karolo, piissimo Augusto a Deo coronato, magno et pacifico imperatore, vita et victoria!”. E bejegyzés szerint, Nagy Károly császár („imperator”), pontosabban, „imperator augustus” („fenséges császár”) lett. Az azonban biztos, hogy 801-ben keltezett okirat szerint, I. Károly császár az uralkodói címeit így viselte: „Karolus serenissimus augustus a Deo coronato magnus pacificus imperator Romanum gubernans imperium, qui et per misericordiam Dei rex Francorum et Langobardorum”, azaz: „Károly, a legkegyelmesebb, fenséges, Istentől koronázott, nagy és békeszerző császár, aki a Római Birodalmat kormányozza, és aki Isten kegyelméből a frankok és a longobárdok királya”. Nagy Károly a körültekintő megfogalmazással (a „Római Birodalmat kormányzó császár”), azt kívánta elérni, hogy – a császári címe miatt – elkerülje az összeütközést a Keletrómai (Bizánci) Birodalomnak az uralkodóival, a „római császárokkal”. 812-ben, I. Mihály bizánci császár el is ismerte Nagy Károly császári címét, az „imperator” titulust, de – egyes források szerint – Nagy Károlynak a császári címe római attribútumáról le kellett mondania. Arról azonban nem áll okirat a rendelkezésünkre, hogy a 812-es megegyezés után, Nagy Károly az uralkodói titulusait miként viselte; ezért van olyan forrásmunka, amely szerint, Nagy Károlynak a római attribútumról történt lemondása feltételezés, ami azon alapszik, hogy a közvetlen császári utódai – I. (Friuli) Berengárral bezárólag – valóban csak az "imperator augustus" ("fenséges császár") címet viselték. II. Lajos császárt a kortársai „Itália császárának” („Imperator Italiae”) is nevezték, utalva arra, hogy a Frank Birodalmat alkotó területek felosztása kapcsán, neki az Itáliai Királyság jutott.
I. (Nagy) Ottó, akit 962-ben császárrá koronáztak,  966-ban már az „imperator augustus Romanorum et Francorum”, azaz, „a rómaiak és a frankok császára” címet viselte; azonban még ebben az évben visszatért a császári koronázáskor felvett „imperator augustus” címhez.
I. Ottó császár fia és utóda, II. (Vörös) Ottó császár, először az „imperator augustus” címet viselte, azonban 976-ból fellelhető olyan okirat, amely szerint a „Romanorum imperator augustus” („a rómaiak fenséges császára”) címet viselte.
II. Ottó császár fia és utóda, III. Ottó, már a 996-ban történt császárrá koronázásakor, felvette a "Romanorum imperator augustus" címet, és a császárrá koronázott utódai is ezt az uralkodói címet viselték, egészen a Szent Római Birodalom megszűnéséig; később az „augustus” szó elé a „semper” („mindig”) jelzőt beillesztve.

### A Szent Római Birodalom nevéről
Az I. Ottó császár és utódai által uralt, 1806-ig fennállt birodalom a Szent Római Birodalom volt. A birodalom nevének a kialakulása: Mint birodalom-név, 1034-től kezdve dokumentált a „Romanum Imperium” (a „Római Birodalom”) elnevezés. 1157-ben keletkezett iratban olvasható a „Sacrum Imperium” (a „Szent Birodalom”) elnevezés, ettől kezdve egymás mellett „éltek” a „Romanum Imperium” és a „Sacrum Imperium” birodalom-nevek. 1180-ban keltezett iratban olvasható először a „Sacrum Romanum Imperium” (a „Szent Római Birodalom”) elnevezés. Ez a birodalmi név 1254-től kezdve vált általánossá; azonban a latin nyelvű elnevezésnek a német nyelvű megfelelője, a „Heiliges Römisches Reich” (rövidítve: „HRR”), csak IV. Károly császár uralkodása alatt (1346 – 1378) terjedt el. Hivatalos iratban, a birodalmi gyűlés egyik iratában, 1512-ben olvasható először a „Német Nemzet Szent Római Birodalma” (a „Heiliges Römisches Reich Deutscher Nation”) elnevezés. Azonban, a történelmi művekben és a köztudatban a „Német-Római Birodalom/Császárság” néven emlegetett államalakulatnak, a birodalom megszűnéséig, a hivatalos neve a „Szent Római Birodalom” volt, amelynek élén a császár állt. I. Ottónak a császárrá koronázása óta, csak a német uralkodók viselhették a császári címet, így elterjedt, a köznyelvben és a történeti irodalomban egyaránt, a „német-római császár” ("Römisch-deutscher Kaiser") kifejezés (magyarul a „római-német császár” lenne a pontosabb); de az uralkodói címnek a „római császár” volt a hivatalos megnevezése. Azonban, függetlenül attól, hogy mikor vált általánossá a Szent Római Birodalom elnevezés, Nagy Károlyt és valamennyi, Nagy Ottó előtti császári utódját, a Szent Római Birodalom uralkodói közé soroljuk; erre utal a császároknak a folyamatos számozása is.

### A királyi címről
I. (Madarász) Henrik 919-ben történt királlyá választása kapcsán, a Salzburgi Évkönyvekbe (Salzburger Annalen) történt, latin nyelvű bejegyzésnek a német nyelvű fordítása így szól: „Die Bayern huldigten von sich aus dem Herzog Arnulf und veranlaßten ihn, König im Reich der Deutschen (in regno Teutonicorum) zu sein.”. A „veranlaßten ihn, König im Reich der Deutschen (in regno Teutonicorum) zu sein” szövegrész utal I. Henriknek (ő a szövegben „ihn”) királlyá választására. A latin nyelvű bejegyzésben olvasható "in regno Teutonicorum" ("a Teutonok királyságában") kifejezés az első említése a teutonok, azaz, a "Németek Királyságának" („Regnum Teutonicorum”). Ezért, I. Henrikkel kezdődően, a birodalom királya alatt, a „német királyt”, avagy „Németország királyát” értjük, sőt, egyes történeti munkákban, már I. Henrik elődjét, I. Konrád királyt is német – és nem keleti frank – királynak tartják.
Azonban, 1040-ből és 1041-ből származó okiratok szerint, III. (Fekete) Henrik, még a császárrá koronázása előtt, felvette a „Romanorum Rex” (a „Rómaiak Királya”) uralkodói címet; és a „római király” titulus lett a birodalom királyainak a hivatalos uralkodói címe, addig, amíg császár nem lett belőlük; azonban nem mindegyik királyból lett császár, és nem mindegyik császár volt király, a császárrá választása előtt. II. Gyula pápának az 1508-ban megadott hozzájárulásával, a birodalom uralkodói a „Rex Germaniae”, a „Németország királya” címet is viselhették/viselték, de ez a „római király” címnek, a birodalom megszűnéséig történt fennmaradását, nem érintette. A köztudatban és a történeti irodalomban is, a birodalomnak mind az 1040 – 1508 közötti, mind az 1508 utáni királyainak a vonatkozásában, elterjedt a „német-római király” ("Römisch-deutscher König") elnevezés (magyarul a „római-német király” lenne a pontosabb); de fennmaradt a „német király” megnevezés is.
I. Napóleon francia császárnak a követelésére – aki saját magát tekintette Nagy Károly örökösének –, 1806 májusában a Szent Római Birodalom és a „római császár” cím megszűnt.

## A császárok listája
A táblázat a római császároknak / a Szent Római Birodalom császárainak a nevével kezdődik, zárójelben feltüntetve az uralkodó születésének és halálozásának az évét. Ezt az adatot követik az évszámok arról, hogy az adott uralkodó, mettől meddig volt császár (társuralkodó esetén átfedések voltak, a császári cím viselését illetően). Ez után, a megjegyzésben, az adatok az egyéb, legjelentősebb uralkodói címekre, illetve a császár származására utalnak. A megjegyzésekben nincsenek kiemelve azon uralkodóknak a nevei, akik a császárok felsorolásában már szerepelnek. A tényleges uralkodás megkezdésének éve, és a koronázás éve között, gyakran eltérés volt. II. Miksával kezdődően, már csak egyszer koronázták az uralkodót, tehát nem volt már külön királyi, és külön császári koronázás.
| Név                                                     | Portré | Császár                                             | Megjegyzés |
| ------------------------------------------------------- | ------ | --------------------------------------------------- | --- |
| A Karoling-ház korai császárai                          |        |                                                     | |
| I. (Nagy) Károly (742-814)                              |        | 800. december 25. – 814. január 28.                 | I. Károly, frank király (az egész Frank Birodalomban): 768-814, I. Károly, Itália (a longobárdok) királya: 774-781 és 810-812. III. (Kis) Pipin frank király fia. |
| I. (Jámbor, Kegyes) Lajos (778-840)                     |        | 813. szeptember 11. – 840. június 20.               | I. Lajos, frank király (az egész Frank Birodalomban): 814-833 (trónfosztva). I. (Nagy) Károly fia. |
| I. Lothár (795-855)                                     |        | 823. április 5. – 855. szeptember 29.               | I. Lothár, frank király a Középső Frank Királyságban (Itália, Burgundia, Provence, és Austrasia nyugati fele): 843–855, I. Lothár, Itália királya: 818/822-855. I. (Jámbor, Kegyes) Lajos császár fia.                                                                                             |
| II. (Ifjabb) Lajos (822-875)                            |        | 855. szeptember 29. – 875. augusztus 12.            | II. Lajos, Itália királya: 844–875. I. Lothár császár fia. |
| II. (Kopasz) Károly (823-877)                           |        | 875. december 29. – 877. október 6.                 | II. Károly, nyugati frank király: 843-877, II. Károly, Itália királya: 875-877. I. (Jámbor, Kegyes) Lajos császár fia. |
| III. (Kövér, Vastag) Károly (839-888)                   |        | 881. február 12. – 888. január 23. (trónfosztva)    | III. Károly, Itália királya: 879–887 (trónfosztva ), III. Károly, keleti frank király: 882–887 (trónfosztva), Károly, a nyugati frankok királya: 885-888. I. (Jámbor, Kegyes) Lajos császár unokája, II. (Német) Lajos keleti frank király fia..                                                   |
| A Spoletói-ház császárai                                |        |                                                     | |
| Spoletói Vid (Guido) (850?-894)                         |        | 891. február 21. – 894. december 12.                | Vid (Guido), Itália királya: 889-894. I. Guidonak, Spoleto hercegének a fia. |
| Spoletói Lambert (880?-898)                             |        | 892. április 30. – 898. október 15.                 | Lambert, Itália királya: 891-898. Vid (Guido) császár fia. |
| A Karoling-ház késői császárai                          |        |                                                     | |
| Karintiai Arnulf (850?-899)                             |        | 896. február 22. – 899. december 8.                 | Arnulf, keleti frank király: 887-899, Arnulf, Itália királya: 894-899. Karlmann keleti frank (bajor) királya fia, II. (Német) Lajos keleti frank király unokája. |
| III. (Vak) Lajos (882?-928)                             |        | 901. február 22. – 905. július 21. (trónfosztva)    | Lajos, Alsó-Burgundia királya: 887-928, III. Lajos, Itália királya: 900-905. III. Lajos császár anyja, Ermengarde (Irmengard), II. (Ifjabb) Lajos császár leánya volt. Van olyan feltételezés, hogy a császárnak az apja, (Vienne-i) Boso, Alsó-Burgundia királya is a Karoling-házból származott. |
| A Friuli-ház császára                                   |        |                                                     | |
| I. (Friuli) Berengár (845?-924)                         |        | 915. december – 924. április 7. (meggyilkolták)     | I. Berengár, Itália királya: 888-889, és 905-924. Eberhardnak, Friuli őrgrófjának és Gizella hercegnének, I. (Jámbor, Kegyes) Lajos császár leányának a fia. |
| A Liudolf (Szász)-ház császárai                         |        |                                                     | |
| I. (Nagy) Ottó (912-973)                                |        | 962. február 2. – 973. május 7.                     | Német király: 936-973, és Itália királya: 951-973. I. (Madarász) Henrik német király fia. |
| II. (Vörös) Ottó (955-983)                              |        | 967. december 25. – 983. december 7.                | Német király: 961-983, és Itália királya:973-983. I. Ottó császár fia. |
| III. Ottó (980-1002)                                    |        | 996. május 21. – 1002. január 23.                   | Német király: 983-1002, és Itália királya: 996-1002. II. Ottó császár fia, a „világ csodája”. |
| II. (Szent) Henrik (973-1024)                           |        | 1014. február 14. – 1024. július 13.                | Német király: 1002-1024, és Itália királya: 1004-1024. II. (Civakodó) Henrik bajor hercegnek a fia, I. (Szász) Henrik bajor hercegnek – I. (Nagy) Ottó császár öccsének – az unokája, I. (Madarász) Henrik német király dédunokája.                                                                |
| A Száli-ház császárai                                   |        |                                                     | |
| II. (Idősebb) Konrád (990-1039)                         |        | 1027. március 26. – 1039. június 4.                 | Német király: 1024-1039, és Itália királya: 1027-1039. Liutgardnak, I. (Nagy) Ottó császár leányának a dédunokája, és Speyeri Henriknek, Wormsgau grófjának a fia. |
| III. (Fekete) Henrik (1017-1056)                        |        | 1046. december 25. – 1056. október 5.               | Német király: 1028-1040, római király: 1040-1056. II. Konrád császár fia. |
| IV. Henrik (1050-1106)                                  |        | 1084. április 1. – 1106. augusztus 7. (lemondott)   | Római király: 1054-1105 (lemondott). III. Henrik császár fia. |
| V. Henrik (1086-1125)                                   |        | 1111. április 13. – 1125. május 23.                 | Római király: 1099-1125. IV. Henrik császár fia. |
| A Hohenstauf-, a Supplinburg- és a Welf-házak császárai |        |                                                     | |
| II. (Szász) Lothár (1075-1137)                          |        | 1133. június 4. – 1137. december 4.                 | Római király: 1125-1137. Gerhardnak, Supplinburg grófjának a fia. |
| I. (Barbarossa, Rőtszakállú) Frigyes (1122-1190)        |        | 1155. június 18. – 1190. június 10.                 | Római király: 1152-1190. Ágnes hercegnének, IV. Henrik császár leányának az unokája, II. (Félszemű) Frigyesnek, Svábföld hercegének a fia. |
| VI. Henrik (1165-1197)                                  |        | 1191. április 14. – 1197. szeptember 28.            | Római király: 1169-1197. I. Henrik, Szicília királya: 1194-1197. I. Frigyes császár fia. |
| IV. (Braunschweigi) Ottó (1176-1218)                    |        | 1209. október 21. – 1215. július 5.                 | Római király: 1198/1208-1215 (elmozdították, de a császári címről soha nem mondott le). Gertrúd hercegnénak, II. (Szász) Lothár császár leányának az unokája, III. (Oroszlán) Henriknek, Szászország hercegének (XII. Henrik, Bajorország hercege) a fia.                                          |
| II. Frigyes (1194-1250)                                 |        | 1220. november 22. – 1250. december 13.             | Római király: 1212-1250. I. Frigyes, Szicília királya: 1197-1250. I. Frigyes, Jeruzsálem királya: 1225-1228. VI. Henrik császár fia. |
| A Luxemburg- és a Wittelsbach-házak császárai           |        |                                                     | |
| VII. (Luxemburgi) Henrik (1276-1313)                    |        | 1312. június 29. – 1313. augusztus 24.              | Római király: 1309-1313. VI. Henriknek, Luxemburg grófjának a fia. |
| IV. (Bajor) Lajos (1282-1347)                           |        | 1328. január 17. – 1348. október 11.                | Római király: 1314-1347. II. (Szigorú) Lajosnak, Bajorország hercegének (később Felső-Bajorország hercegének) a fia. |
| IV. Károly (1316-1378)                                  |        | 1355. április 5. – 1378. november 29.               | Római király: 1346-1378. I. Károly, Csehország királya: 1346-1378. VII. Henrik császárnak az unokája, Luxemburgi Jánosnak, Csehország királyának a fia. |
| Zsigmond (1368-1437)                                    |        | 1433. május 31. – 1437. december 9.                 | Római király: 1411-1437. (I.) Zsigmond, Csehország királya: 1419-1437. (I.) Zsigmond, Magyarország királya: 1387-1437. IV. Károly császár fia. |
| A Habsburg-ház császárai                                |        |                                                     | |
| III. (Habsburg) Frigyes (1415-1493)                     |        | 1452. március 16. – 1493. augusztus 19.             | Római király: 1440-1493. I. (Vas) Ernőnek, Ausztria (Belső-Ausztria) hercegének a fia. |
| I. Miksa (1459-1519)                                    |        | 1508. február 4. – 1519. január 12.                 | Római király: 1486-1519. III. Frigyes császár fia. |
| V. Károly (1500-1558)                                   |        | 1530. február 24. – 1556. augusztus 27. (lemondott) | Római király: 1519-1531 (lemondott), I. Károly, Spanyolország királya: 1516-1556 (lemondott). I. Miksa császár unokája, I. (Szép) Fülöpnek, Kasztília és León királyának a fia. |
| I. Ferdinánd (1503-1564)                                |        | 1556. augusztus 27. – 1564. július 25.              | Római király: 1531-1562. I. Ferdinánd, Csehország királya: 1526-1564, I. Ferdinánd, Magyarország királya: 1526-1564. V. Károly császár öccse. |
| II. Miksa (1527-1576)                                   |        | 1564. július 25. – 1576. október 12.                | Római király: 1562-1575. I. Miksa, Csehország királya: 1564-1576. I. Miksa, Magyarország királya: 1564-1576. I. Ferdinánd császár fia. |
| II. Rudolf (1552-1612)                                  |        | 1576. október 12. – 1612. január 20.                | Római király: 1575-től. II. Rudolf, Csehország királya: 1576-1611 (lemondatva), (I.) Rudolf, Magyarország királya: 1576-1608 (lemondatva). II. Miksa császár fia. |
| Mátyás (1557-1619)                                      |        | 1612. június 13. – 1619. március 20.                | II. Mátyás, Csehország királya: 1611-1619, II. Mátyás, Magyarország királya: 1608-1619. II. Rudolf császár öccse. |
| II. Ferdinánd (1578-1637)                               |        | 1619. augusztus 28. – 1637. február 15.             | II. Ferdinánd, Csehország királya: 1619-1637. II. Ferdinánd, Magyarország királya: 1619-1637. I. Ferdinánd császárnak az unokája, II. (Stájer) Károlynak, Belső-Ausztria főhercegének a fia. |
| III. Ferdinánd (1608-1657)                              |        | 1637. február 15. – 1657. április 2.                | Római király: 1636-tól. III. Ferdinánd, Csehország királya: 1637-1657. III. Ferdinánd, Magyarország királya: 1637-1657. II. Ferdinánd császár fia. |
| I. Lipót (1640-1705)                                    |        | 1658. július 15. – 1705. május 5.                   | I. Lipót, Csehország királya: 1657-1705. I. Lipót, Magyarország királya: 1657-1705. III. Ferdinánd császár fia. |
| I. József (1678-1711)                                   |        | 1705. május 5. – 1711. április 17.                  | Római király: 1690-től. I. József, Csehország királya: 1705-1711. I. József, Magyarország királya: 1705-1711. I. Lipót császár fia. |
| VI. Károly (1685-1740)                                  |        | 1711. október 12. – 1740. október 20.               | II. Károly, Csehország királya: 1711-1740. III. Károly, Magyarország királya: 1711-1740. I. József császár öccse. |
| A Wittelsbach-ház császára                              |        |                                                     | |
| VII. (Bajor) Károly (1697-1745)                         |        | 1742. január 24. – 1745. január 20.                 | (III.) Károly Albert, Csehország királya: 1741-1743. Károly Albert, Bajorország választófejedelme: 1726-1745. II. Miksa Emánuelnek, Bajorország választófejedelmének a fia. |
| A Habsburg–Lotaringiai-ház császárai                    |        |                                                     | |
| I. (Lotaringiai) Ferenc (1708-1765)                     |        | 1745. szeptember 13. – 1765. augusztus 18.          | Lotaringiai Ferenc István herceg, I. Lipót lotaringiai hercegnek a fia, Mária Teréziának, Ausztria uralkodó főhercegnőjének, Csehország királynőjének, és Magyarország királynőjének (VI. Károly császár leányának) a férje volt.                                                                  |
| II. József (1741-1790)                                  |        | 1765. augusztus 18. – 1790. február 20.             | Római király: 1764-től. II. József, Csehország királya: 1780-1790. II. József, Magyarország királya: 1780-1790. I. Ferenc császárnak és Mária Terézia királynőnek a fia. |
| II. Lipót (1747-1792)                                   |        | 1790. szeptember 30. – 1792. március 1.             | II. Lipót, Csehország királya: 1790-1792, II. Lipót, Magyarország királya: 1790-1792. II. József császár öccse. |
| II. Ferenc (1768-1835)                                  |        | 1792. július 5. – 1806. augusztus 6. (lemondott)    | I. Ferenc, Ausztria császára: 1804-1835. I. Ferenc, Csehország királya: 1792-1835. I. Ferenc, Magyarország királya: 1792-1835. II. Lipót császár fia. |